# Anouck Errard
 Anouck Errard, née le 25 février 1999 à Sallanches, est une  skieuse alpine française spécialisée dans les épreuves de vitesse et une skieuse acrobatique française spécialiste du skicross.

## Biographie - ski alpin

ski alpin

Née le 25 février 1999, Anouck Errard est une skieuse alpine française.
En 2012, elle est Championne de France benjamines (moins de 13 ans) de slalom géant à Alpe d'Huez. 
En 2015, elle devient Championne de France U16 (moins de 16 ans) de slalom à Courchevel.
Mi-2016, elle intègre l'équipe de France juniors. En janvier 2017, elle fait ses débuts en Coupe d'Europe dans le super G de Châtel. Elle y marque ses premiers points le 30 janvier 2017 en prenant la 19e place du combiné et la 24e place du super G de Châtel. En février 2017, elle prend la 5e place du slalom géant et la 7e place du slalom du Festival Olympique de la Jeunesse Européenne à Erzurum/Palandoken, ainsi que la 3e place de l'épreuve par équipes nationales avec ses partenaires de l'équipe de France Doriane Escané, Augustin Bianchini et Clément Guillot. En mars, elle termine à la 29e place de la descente de ces premiers championnats du monde Juniors (moins de 21 ans) à Are.
En janvier 2020, elle obtient son premier top-10 en Coupe d'Europe en prenant la 8e place de la descente de Saint-Anton. En février 2020, pour sa seconde participation aux Championnats du monde juniors, à Narvik, elle prend la 13e place du super G et la 17e place de la descente.
Elle intègre l'équipe de France B à partir de la saison 2020-2021. En décembre 2020, elle dispute sa première épreuve de Coupe du monde dans la descente de Val d'Isère.
En janvier 2023, elle obtient 3 top-10 dans les 2 descentes et le super G (6e) de Coupe d'Europe de Zauchensee. Le 21 janvier elle marque son premier point en Coupe du monde en prenant la 30e place de la descente de Cortina d'Ampezzo. Ces bons résultats lui permettent d'être sélectionnée pour ses premiers championnats du monde à Méribel,, où elle prend la 21e place de la descente. En mars elle est sacrée pour la première fois championne de France de descente aux Orres.
Elle met fin à sa carrière en avril 2024 à seulement vingt-cinq ans, à l'issue du slalom géant des championnats de France à Megève. Le mois suivant, elle annonce tenter sa chance dans le skicross.

## Palmarès en ski alpin

### Championnats du monde
Anouck Errard est sélectionnée pour ses premiers championnats du monde de ski alpin à vingt-trois ans à l'occasion de l'édition 2023 à Courchevel-Méribel où elle est engagée sur la descente,.
| Édition / Epreuve                | Descente |
| Mondiaux 2023 Courchevel-Méribel | 21e      |

### Coupe du monde
Anouck Errard prend son premier départ en Coupe du monde de ski alpin le 18 décembre 2020 à l'occasion de la descente de Val d'Isère (dont elle se classe quarante-cinquième). Fin mars 2024 elle totalise 24 départs en coupe du monde, avec pour meilleur résultat la trentième place de la descente de Cortina d'Ampezzo le 21 janvier 2023.
- 24 épreuves de Coupe du Monde disputées (à fin mars 2023)[11].
- Meilleur résultat sur une épreuve de Coupe du monde de Super G : 39e à Saint-Moritz le 18 décembre 2022[13].
- Meilleur résultat sur une épreuve de Coupe du monde de Descente : 30e à Cortina d'Ampezzo le 21 janvier 2023[14].

#### Classements
| Saison / Épreuve | Saison / Épreuve | Général | Général | Descente | Descente |
| ---------------- | ---------------- | ------- | ------- | -------- | -------- |
| Saison / Épreuve | Saison / Épreuve | Class.  | Points  | Class.   | Points   |
| 2023             | 2023             | 122e    | 1       | 50e      | 1        |

### Championnats du monde juniors
Anouck Errard a participé a deux éditions des championnats du monde juniors de ski alpin, en 2017 à Åre et en 2020 à Narvik. Bien qu'elle y ait montré de bonnes dispositions, par exemple en étant la plus rapide des premiers entraînements de descente en 2020, elle n'a pour meilleur résultat qu'une treizième place en super G en Norvège.
| Épreuve / Édition    | Descente | Super G | Slalom géant | Slalom | Combiné | Team event |
| Mondiaux 2017 Are    | 29e      | 40e     | Abandon      | -      | 31e     | -          |
| Mondiaux 2020 Narvik | 17e      | 13e     | Abandon      | annulé | Abandon | annulée    |

### Coupe d'Europe
Anouck Errard prend son premier départ en coupe d'Europe de ski alpin le 25 janvier 2016 à l'occasion du super G de Châtel (dont elle se classe cinquante-troisième). Fin mars 2023 elle totalise cinquante-deux départs en coupe d'Europe, avec pour meilleur résultat la sixième place du super G de Zauchensee le 12 janvier 2023.
- 5 Top dix[18]
- Meilleur résultat sur une épreuve de coupe d'Europe : sixième place du super G de Zauchensee le 12 janvier 2023[18].
- Meilleur classement en descente : 21e en 2022[19].
- Meilleur classement en super G : 20e en 2023[19].
- Meilleur classement général : 47e en 2023[19].

#### Classements
| Saison / Épreuve | Saison / Épreuve | Général | Général | Descente | Descente | Super G | Super G | Géant  | Géant  | Slalom | Slalom | Combiné | Combiné |
| ---------------- | ---------------- | ------- | ------- | -------- | -------- | ------- | ------- | ------ | ------ | ------ | ------ | ------- | ------- |
| Saison / Épreuve | Saison / Épreuve | Class.  | Points  | Class.   | Points   | Class.  | Points  | Class. | Points | Class. | Points | Class.  | Points  |
| 2017             | 2017             | 122e    | 28      | -        | -        | 46e     | 16      | -      | -      | -      | -      | 37e     | 12      |
| 2020             | 2020             | 85e     | 69      | 23e      | 53       | 59e     | 11      | -      | -      | -      | -      | 41e     | 5       |
| 2021             | 2021             | 164e    | 8       | -        | -        | 46e     | 8       | -      | -      | -      | -      | -       | -       |
| 2022             | 2022             | 70e     | 110     | 21e      | 97       | 41e     | 13      | -      | -      | -      | -      | -       | -       |
| 2023             | 2023             | 47e     | 174     | 24e      | 78       | 20e     | 96      | -      | -      | -      | -      | -       | -       |
| 2024             | 2024             | 134e    | 28      | 47e      | 20       | 57e     | 8       | -      | -      | -      | -      | -       | -       |

### Festival Olympique de la Jeunesse Européenne
| Épreuve / Édition            | Slalom géant | Slalom | Team event |
| FOJE 2017 Erzurum/Palandoken | 5e           | 7e     | Bronze     |

### Championnats de France

#### Élite
| Édition / Epreuve              | Descente | Super-G | Slalom géant | Slalom | Super combiné | Parallèle |
| ------------------------------ | -------- | ------- | ------------ | ------ | ------------- | --------- |
| Championnats 2016 Les Menuires | 19e      | 22e     | -            | -      | -             | -         |
| Championnats 2018 Châtel       | 9e       | 8e      | Abandon      | 7e     | -             | -         |
| Championnats 2022 Auron        | 12e      | 5e      | Abandon      | -      | 6e            | -         |
| Championnats 2023 Les Orres    | Or       | 5e      | 20e          | -      | -             | -         |

#### Jeunes
2 titres de Championne de France

##### Juniors U21 (moins de 21 ans)
2018 :
- 3e des championnats de France de slalom à Châtel

##### Cadettes U18 (moins de 18 ans)
2016 :
- 3e des Championnats de France de slalom géant aux Menuires

##### Minimes U16 (moins de 16 ans)
2015 à Courchevel:
- Championne de France de slalom
- Vice-championne de France de slalom géant

2014 à Auron:
- Vice-championne de France de super G

##### Benjamines (moins de 13 ans)
2012 :
- Championne de France de slalom géant à l'Alpe d'Huez

## Biographie - skicross
Anouck Errard se lance dans le skicross au printemps 2024, sur les conseils de Nicolas Raffort, lui aussi des Contamines. 

### saison 2024-2025
Elle effectue tout d'abord un test avec l'équipe de France aux Saisies. Puis elle participe au stage d'été au Chili. Le 29 septembre, elle participe à sa première compétition, une course de la coupe sud-américaine à Corralco et elle remporte cette épreuve devant la meilleure française Marielle Berger Sabbatel. Le 11 décembre 2024, elle participe à sa première épreuve de coupe du monde à Val Thorens, qui ouvre la saison. Elle se qualifie pour le tableau final. Les 12 et 13 décembre, elle prend la 9e place des 2 courses de Val Thorens. Elle participe à toutes les épreuves de la coupe du monde et obtient plusieurs tops-10, avec notamment une 8e place à Val di Fassa (2e française). En février elle réalise son  premier podium en coupe d'Europe en prenant la 3e place de la course de Val di Fassa. En mars elle dispute ses premiers championnats du monde à Engadine. Elle y réalise une très bonne performance en atteignant la petite finale où elle prend la 6e place des championnats du monde. Fin mars elle obtient son meilleur résultat de coupe du monde à Idre Fjäll où elle se classe 7e de la première épreuve. Elle termine la saison à la 14e place du classement général de la coupe du monde après avoir obtenu 6 tops-10.

## Palmarès en skicross

### Championnats du Monde de ski acrobatique
| Épreuve / Édition      | Skicross individuel |
| Mondiaux 2025 Engadine | 6e                  |

### Coupe du monde de skicross
- Meilleur classement général : 14e en 2025
- 15 courses disputées (à fin mars 2025)
- 6 tops-10

#### Différents classements en coupe du monde
| Année/Classement | Année/Classement | Skicross | Skicross |
| ---------------- | ---------------- | -------- | -------- |
| Année/Classement | Année/Classement | Class.   | Points   |
| 2025             | 2025             | 10e      | 457      |

### Coupe d'Europe de skicross
- 3 courses disputées
- 1 podium

#### Différents classements en Coupe d'Europe
| Année/Classement | Année/Classement | Skicross | Skicross |
| ---------------- | ---------------- | -------- | -------- |
| Année/Classement | Année/Classement | Class.   | Points   |
| 2020             | 2020             | 25e      | 110      |